# Three (2006)
Thr3e ou Three é um filme americano do gênero drama e suspense dirigido por Robby Henson com roteiro de Alan B. Mcelroy e estrelado por Marc Blucas, Justine Waddell, Laura Jordan, e Bill Moseley.

## Sinopse
Kevin , um estudante de 20 anos, recebe um telefonema fora do comum. O homem do outro lado se identifica como sendo Slater, e diz a Kevin que ele tem exatamente 3 minutos para confessar seus pecados para o mundo ou seu carro explodirá. O que segue é um jogo de gato e rato entre Kevin, sua amiga de infância Samantha e uma agente do FBI. que lutam para acompanhar as pistas do assassino , que levam aos mais horrivéis acontecimentos. Através disso tudo, Kevin, Slater e Samantha descobrem que eles estão mais ligados do que qualquer um deles teria imaginado. Esse suspense perder o folego vai deixar você intrigado até a chocante cena final.

## Elenco
- Marc Blucas ...Kevin Parson
- Justine Waddell ...Jennifer Peters
- Laura Jordan ...Samantha Sheer
- Bill Moseley ...Richard Slater
- Priscilla Barnes ...Belinda Parson
- Max Ryan ...Paul Milton
- Tom Bower ...Eugene Parson
- Jeffrey lee Hollis ...Bob Parson
- Alanna Bale ...Young Samantha
- Kevin Downes ...Henry

## Recepção crítica
Rotten Tomatoes, um agregador de revisão, relata que 5% dos 37 críticos pesquisados deram ao filme uma avaliação positiva; a classificação média é de 3,3 / 10. O consenso dos sites diz: " 'Thr3e' 'é um thriller mal feito, sem emoção, que não é tão bom quanto os vários filmes de que toma emprestado (Adaptation, Saw, Se7en)." O filme também tem uma notável semelhança com o enredo de um roteiro de filme criado pelo personagem Donald Kaufmann no filme "Adaptação (filme)."
O Rotten Tomatoes classificou o filme como 84º em sua lista "Os 100 filmes mais mal vistos de todos os tempos: 2000-2009".